# Phare de Capo Gallo
Le phare de Capo Gallo (en italien :Faro di Capo Gallo)  est un phare situé sur Capo San Marco au nord du mont Pellegrino, dans la frazione de Mondello en mer Tyrrhénienne, dans la Province de Palerme (Sicile), en Italie.

## Histoire
Le phare, construit en 1854, se trouve à 8 km au nord du front de mer de Palerme. Il marque l'entrée ouest du golfe de Palerme. Le bâtiment, après l'automatisation du phare, est tombé en ruine et la municipalité de Palerme envisage de transformer le phare en musée, même s'il fait partie de la réserve naturelle de Capo Gallo. il est géré par la Marina Militare. 

## Description
Le phare  se compose d'une tour cylindrique en maçonnerie de 8 m de haut, avec galerie et lanterne attachée à une maison de gardiens d'un étage. Le bâtiment est peint en blanc et le dôme de la lanterne est gris métallisé. Il émet, à une hauteur focale de 40 m, deux longs éclats blancs toutes les 15 secondes. Sa portée est de 16 milles nautiques (environ 30 km).
Identifiant : ARLHS : ITA-023 ; EF-3198 - Amirauté : E2004 - NGA : 9936 .

## Caractéristiques dufeu maritime
Fréquence : 15 secondes (W)
- Lumière : 2 secondes
- Obscurité : 3 secondes
- Lumière : 2 secondes
- Obscurité : 8 secondes

|            |
| Capo Gello |

### Lien connexe
- Liste des phares de la Sicile